# Saphir Taïder
Saphir Sliti Taïder (arab. سفير سليطي تايدر, Safīr Sulayṭī Tāydir; ur. 29 lutego 1992 w Castres) – algierski piłkarz występujący na pozycji pomocnika we włoskim klubie Bologna FC.

## Kariera klubowa
Początki kariery Taïdera przypadły na grę w klubie z rodzinnego Castres - Castres FC, którego barwy reprezentował od 1996 r. W 2006 przeniósł się do US Albi. Pozostawał jego piłkarzem przez dwa lata, gdy zgłosiło się po niego Grenoble Foot 38.

### Grenoble
Pierwsze dwa lata pobytu Saphir ogrywał się w drużynach młodzieżowych GF38.
Taïder swój debiut w pierwszej drużynie Grenoble czekał aż do 15 maja 2010 roku i meczu z Marsylią, a 5 czerwca tego samego roku podpisał swój pierwszy profesjonalny kontrakt, parafując trzyletnią umowę. W sezonie 2010/2011 stał się ważnym graczem pierwszego zespołu. 22 października 2010 w meczu drugiej ligi ze Stade de Reims zdobył swego jedynego gola dla Grenoble. Łącznie dla GF38 zagrał w 26 ligowych spotkaniach i strzelił jedną bramkę.

### Bologna
Dzięki dobrym występom w Championnat de France amateur 2 i problemom finansowym francuskiego klubu, Taïder podpisał umowę z Bolonią, która zapłaciła za niego 0,6 mln euro. 16 stycznia 2012 roku pomocnik zaliczył swój pierwszy występ w Serie A podczas meczu z SSC Napoli. Dzień później zostało ogłoszone, że Juventus Turyn wykupił za €2,425 miliona połowę karty zawodnika, w zamian zespół Rossoblù wykupił Frederika Sørensena za €2,5 miliona. W barwach Bianconeri Algierczyk jednak nigdy nie zadebiutował i pozostał w drużynie ze Stadio Renato Dall'Ara. 3 października 2010 zdobył pierwszą bramkę w nowych barwach w meczu ligowym z Juventusem. 18 sierpnia 2012 dwukrotnie pokonał bramkarza Varese Calcio SSD w meczu 3. rundy Pucharu Włoch. Dla zespołu z Bolonii zagrał łącznie w 42 spotkaniach ligowych i zdobył 3 bramki.

### Inter
19 sierpnia 2013 roku został nowym zawodnikiem Interu Mediolan, z którym to podpisał czteroletni kontrakt, który gwarantuje mu zarobki w granicach 700.000 euro rocznie plus premie. Klub ze stdio Giuseppe Meazza zapłacił za połowę jego karty zawodniczej €5,5 miliona oraz wypożyczył Diego Laxalta z opcją wykupienie jego połowy karty po sezonie. Na jego sprowadzenie bardzo nalegał Walter Mazzarri. Debiut Algierczyka w nowych barwach miał miejsce 25 sierpnia 2013 w meczu ligowym z Genoa CFC, gdy w 85 minucie zmienił Ricardo Alvareza. 22 września 2013 w rozegranym ligowym meczu z US Sassuolo (7:0) zdobył pierwszą bramkę dla Interu.

## Kariera reprezentacyjna
Z powodu miejsca urodzenia Taïder reprezentował w juniorskim wieku barwy francuskich reprezentacji: U-18, U-19 i U-20. Jednak w 2013 przyjął powołanie do pierwszej reprezentacji Algierii w przeciwieństwie do swego brata, który wybrał grę dla Tunezji. Pierwszy mecz w nowych barwach zaliczył 26 marca 2013 z Beninem. W meczu z tym rywalem zdobył także swojego premierowego gola dla reprezentacji.

## Życie osobiste
Sliti Taïder jest dzieckiem Tunezyjczyka i Algierki.
Jego młodszym bratem jest reprezentant Tunezji Nabil Taïder, grający obecnie dla Parmy.

## Charakterystyka piłkarska
Algierczyk to wszechstronny piłkarz, który najlepiej czuje się grając jako środkowy pomocnik. Może grać także jako ofensywny lub defensywny pomocnik, a nawet boczny. Wśród jego mocnych stron wymienia się: koncentrację, utrzymywanie się przy piłcę oraz zadania defensywne. Elementy, które powinien poprawić to dośrodkowania i pojedynki główkowe. Jest prawonożny.

## Statystyki

### Klubowe
| Grenoble Foot 38        | 2009/10            | 1  | 0 | 0 | 0 | 0 | 0 | 0 | 0 | 0 | 1   | 0 | 0 |
| Grenoble Foot 38        | 2010/11            | 25 | 1 | 0 | 2 | 0 | 0 | 0 | 0 | 0 | 27  | 1 | 0 |
| Grenoble Foot 38        | Łącznie            | 26 | 1 | 0 | 2 | 0 | 0 | 0 | 0 | 0 | 28  | 1 | 0 |
| Bologna FC              | 2011/12            | 14 | 0 | 0 | 2 | 0 | 0 | 0 | 0 | 0 | 16  | 0 | 0 |
| Bologna FC              | 2012/13            | 34 | 3 | 2 | 1 | 2 | 0 | 0 | 0 | 0 | 35  | 5 | 2 |
| Bologna FC              | Łącznie            | 48 | 3 | 2 | 3 | 2 | 0 | 0 | 0 | 0 | 51  | 5 | 2 |
| Inter Mediolan          | 2013/14            | 25 | 1 | 0 | 0 | 0 | 0 | 0 | 0 | 0 | 25  | 1 | 0 |
| Inter Mediolan          | Łącznie            | 25 | 1 | 0 | 0 | 0 | 0 | 0 | 0 | 0 | 25  | 1 | 0 |
| Łącznie w karierze      | Łącznie w karierze | 99 | 5 | 2 | 5 | 2 | 0 | 0 | 0 | 0 | 104 | 7 | 2 |
| Stan na 7 sierpnia 2014 |                    |    |   |   |   |   |   |   |   |   |     |   |   |

### Reprezentacyjne
| Lp | Data                 | Miejsce                             | Rywal        | Wynik | Rozgrywki             | Bramki | Czas gry |
| -- | -------------------- | ----------------------------------- | ------------ | ----- | --------------------- | ------ | -------- |
| 1  | 26 marca 2013        | Stade Moustapha Tchaker, Al-Bulajda | Benin        | 3:1   | eliminacje do MŚ 2014 | 1      | 90       |
| 2  | 2 czerwca 2013       | Stade Moustapha Tchaker, Al-Bulajda | Burkina Faso | 2:0   | mecz towarzyski       |        | 82       |
| 3  | 9 czerwca 2013       | Stade de l’Amitié, Kotonu           | Benin        | 3:1   | eliminacje do MŚ 2014 |        | 90       |
| 4  | 16 czerwca 2013      | Stade Amahoro, Kigali               | Rwanda       | 1:0   | eliminacje do MŚ 2014 | 1      | 90       |
| 5  | 14 sierpnia 2013     | Stade Moustapha Tchaker, Al-Bulajda | Gwinea       | 2:2   | mecz towarzyski       |        | 45       |
| 6  | 10 września 2013     | Stade Moustapha Tchaker, Al-Bulajda | Mali         | 1:0   | eliminacje do MŚ 2014 |        | 90       |
| 7  | 12 października 2013 | Stadion 4 Sierpnia, Wagadugu        | Burkina Faso | 2:3   | eliminacje do MŚ 2014 |        | 83       |
| 8  | 19 listopada 2013    | Stade Moustapha Tchaker, Al-Bulajda | Burkina Faso | 1:0   | eliminacje do MŚ 2014 |        | 4        |